# هربرت وينسلو
هربرت وينسلو (بالإنجليزية: Herbert Winslow)‏ هو ضابط أمريكي، ولد في 1848 في Roxbury, Boston ‏ في الولايات المتحدة، وتوفي في 25 سبتمبر 1914 في فلورنسا في إيطاليا.